# 6-Nitrochrysen
6-Nitrochrysen ist eine chemische Verbindung aus der Gruppe der polyzyklischen aromatischen Kohlenwasserstoffen.

## Vorkommen
6-Nitrochrysen wurde in Dieselabgasen nachgewiesen.

## Gewinnung und Darstellung
6-Nitrochrysen wurde erstmals 1890 durch Erhitzen von Chrysen mit wässriger Salpetersäure in Essigsäure synthetisiert. Es kann auch durch kurzes Erhitzen von Chrysen mit Salpetersäure und konzentrierter Schwefelsäure in Essigsäure bei 40 °C synthetisiert werden.

## Eigenschaften
6-Nitrochrysen ist ein oranger bis roter Feststoff, der praktisch unlöslich in vielen organischen Lösungsmitteln ist. Er bildet 6-Aminochrysen beim Erhitzen mit Zinn und konzentrierter Salzsäure in Essigsäure bei 100 °C und reagiert mit Brom unter Bildung von 12-Brom-6-nitrochrysen. Er reagiert mit rauchender Salpetersäure unter Bildung von 6,12-Dinitrochrysen.

## Verwendung
6-Nitrochrysen kann als zertifiziertes Referenzmaterial für die Quantifizierung des Analyten in Luftproben, Standardreferenzmaterial 1649a (Stadtstaub), Luft- und Dieselpartikel, Referenzmaterialien unter Verwendung der Gaschromatographie-Massenspektrometrie mit chemischer Ionisierung verwendet werden.